# 단일수송체

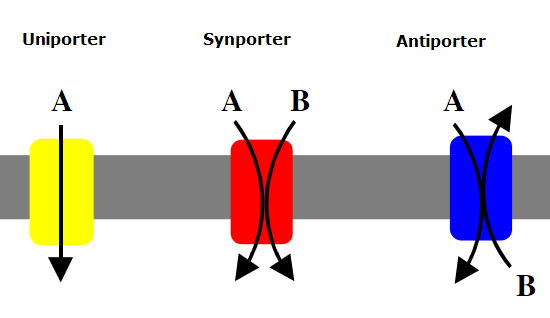
수송 단백질의 비교

단일수송체(單一輸送體, 영어: uniporter)는 단일 종류의 기질(하전된 또는 비하전된)을 세포막을 가로질러 운반하는 막 수송 단백질이다. 단일수송체는 농도 기울기에 따라 촉진 확산하거나 능동 수송을 할 수도 있다. 단일수송체는 운반체와 이온 통로를 모두 포함하며, 촉진 수송체라고도 불리며, 이는 농도 기울기 또는 전기화학적 기울기에 따라 이동한다는 것을 암시하고 있다.
단일수송체 운반 단백질은 한 번에 한 분자의 기질과 결합하여 작동한다. 단일수송체 통로는 자극에 반응하여 열리고 특정 분자의 자유로운 흐름을 허용한다.
다음과 같이 단일수송체 통로의 개폐를 조절할 수 있는 몇 가지 방법들이 있다.
1. 전압 – 막 전위 차에 의해 조절됨
2. 변형력 – 수송체의 물리적 압력에 의해 조절됨 (예: 귀의 달팽이관)
3. 리간드 – 리간드가 세포 내 또는 세포 외 측면에 결합하여 조절됨

단일수송체는 미토콘드리아와 뉴런에서 발견된다. 미토콘드리아의 단일수송체는 칼슘 흡수를 담당한다. 칼슘 통로는 세포 신호전달 및 아폽토시스를 유발하는 데 사용된다. 칼슘 단일수송체는 미토콘드리아 내막을 가로질러 칼슘을 운반하고 칼슘이 특정 농도 이상으로 상승하면 활성화된다. 전압 개폐 칼슘 통로는 또한 뉴런에서 발견되는 단일수송체이며 활동 전위의 발생에 필수적이다. 이 통로는 나트륨-칼륨 펌프에 의해 생성된 전압 기울기에 의해 활성화된다. 특정 막 전위에 도달하면 통로가 열리고 K+이 세포 밖으로 확산되어 재분극이 일어난다.

## 같이 보기
- 역수송체
- 동반수송체

## 참고 문헌
- Alberts, Bruce et al. — Essential Cell Biology, 1st edition. Garland Publishing, New York: 1998.